# Survival (песня)
«Survival» — песня британской альтернативной рок-группы Muse из их шестого альбома The 2nd Law (2012).
 Стала первым синглом с этого альбома. Песня была выбрана в качестве официального гимна Летних Олимпийских игр 2012 года в Лондоне, и звучала в момент выхода спортсменов на стадион, перед церемониями награждения и во время телетрансляций.
Презентация песни состоялась 27 июня 2012 в эфире радиостанции BBC Radio 1. Распространяется посредством цифровой дистрибуции: 4 июля группа представила видеоклип к песне, которая представляет собой подборку кадров из прошедших Олимпийских игр.

## Список композиций
| №  | Название   | Длительность |
| -- | ---------- | ------------ |
| 1. | «Survival» | 4:17         |